# پرنل رابرتس
پرنل رابرتس (انگلیسی: Pernell Roberts؛ ‏ ۱۸ مهٔ ۱۹۲۸ – ۲۴ ژانویهٔ ۲۰۱۰) بازیگر اهل ایالات متحده آمریکا بود. وی بین سال‌های ۱۹۴۹ تا ۲۰۰۱ میلادی فعالیت می‌کرد. او یکی از فعالان عدالت اجتماعی بود و علاوه بر حضور در راه‌پیمایی‌های سلما به مونتگمری به شبکه ان‌بی‌سی برای خودداری از استخدام بازیگران سفیدپوست برای ایفای نقش شخصیت‌های اقلیت‌های نژادی فشار آورد.
از فیلم‌ها یا برنامه‌های تلویزیونی که وی در آن نقش داشته است، می‌توان به بونانزا، برج مرگبار و هوس زیر درختان نارون اشاره کرد.